# Есамбаєв Махмуд Алісултанович
Махмуд Алісултановіч Есамба́єв (нар. 15 липня 1924, Старі Атаги — пом. 7 січня 2000, Москва) — радянський артист балету, естрадний танцівник, актор.

## Біографія
Народився 15 липня 1924 року в передгірному селищі Старих Атагах (нині Грозненський район Чечені, Російська Федерація). Виходець з тейпа Ішхой, чеченець. Танцював з раннього дитинства, зокрема у 7 років на весіллях, куди його брав із собою батько.
Упродовж 1933—1936 років навчався хореографії при Грозненському будинку народної творчості; у 1939—1941 роках — у Грозненському хореографічному училищі. В 15 років почав танцювати в Чечено-Інгуському державному ансамблі пісні та танцю, в 19 років — в П'ятигорському театрі музичної комедії. Через те, що юність Махмуда припала на роки німецько-радянської війни, танцював у фронтовій концертній бригаді на передовій, на будівництві оборонних споруд, у військових госпіталях.
Під час депортації чеченців та інгушів у 1944–1956 роках був солістом Киргизького театру опери та балету в місті Фрунзе. У 1952 році закінчив Фрунзенське хореографічне училище. З 1957 року — соліст Чечено-Інгуської філармонії. В 1959 році виступив зі своєю програмою в Москві в складі трупи «Зірки радянського балету» відвідав з гастролями Францію, Південну Америку, де мав великий успіх. Після зарубіжних гастролей створив свій танцювальний колектив.
Обирався депутатом Верховних Рад Чечено-Інгуської АРСР 2-го і 3-го скликань (1958, 1962), РРФСР 8-го скликання (1971—1975), СРСР 10-го, 11-го і 12-го скликань (1979—1991). Був президентом Міжнародного союзу діячів естрадного мистецтва. При його активній підтримці в Грозному будувалися нові будівлі драматичного театру і цирку.
Помер у Москві 7 січня 2000 року. Похований у Москві на мусульманській частині Даниловського цвинтаря. 2001 року на його могилі було урочисто відкрито надгробний пам'ятник роботи скульпторів А. та М. Ковальчуків. На гранітнимому постаменті вигравіюваний півмісяць і арабська молитва, і встановлена фігура самого артиста з піднятою вгору рукою в характерному для нього жесті.

## Творчість
У Киргизькому театрі опери та балету в балетах виконував партії:
- Гірей («Бахчисарайський фонтан» Бориса Асаф'єв);
- Тарас («Тарас Бульба» Василя Соловйова-Сєдого за Миколою Гоголем);
- фея Карабос, Ротбарт («Спляча красуня», Лебедине озеро Петра Чайковського);
- Кудаке («Анар» Володимира Власова і Володимира Фере);
- Отаман («Чолпон» Михайла Раухвергера);
- Танцювальник з ресторану («Червоний мак» Рейнгольда Глієра)

Також виконував танці у оперних виставах.
Виконав велику кількість різноманітних танців:
- народів світу: «Чабан» (чечено-інгуський, узбецький), «Войовничий» (таджицький), «Мисливець і орел» (монгольський), «Воїн» (башкирський), «Золотий бог» (індійський — бхарат-натьям), «Бамбука» (колумбійський), «Ля-корида» (іспанський), «Негритянський танець»;
- танцювальна новела «Аве Марія» на музику Франца Шуберта;
- ритуальний «Танець вогню» на музику Мануеля де Фальї;
- танцювальні сценки: «Єврейські кравечки», «Автомат».

### Фільмографія
Знімався у кіно:
- 1962 — Я буду танцювати —  Махмуд Ішхоев.
- 1968 — Лебедине озеро —  Ротбарт.
- 1973 — Земля Санникова —  Шаман.
- 1975 — На край світу.
- 1975 — Чесне чарівне — Вогонь.
- 1976 — Поки б'є годинник —  придворний скрипаль ИГИ Нагі туги.
- 1983 — Пригоди маленького Мука —  скарбник.
- 1984 — Репортаж з безодні —  учитель.
- 1988 — Дорога до пекла.
- 1994 — Увертюра.
- 1995 — Поклик предків. Великий Туран, Більге-Оол.

## Відзнаки
- Золота та дві срібні медалі Всесоюзного фестивалю радянської молоді у Москві (1957)[5].
- Заслужений артист РРФСР з 1957 року[5].
- Три ордена Трудового Червоного Прапора (24 грудня 1965; 2 липня 1971; 7 серпня 1981)[3].
- Народний артист РРФСР з 1966 року[6].
- Народний артист Киргизької РСР з 1969 року[4][5].
- Народний артист СРСР з 1974 року.
- Герой Соціалістичної Праці (Указ Президії Верховної Ради СРСР від 13 липня 1984 року; за видатні заслуги в розвитку радянського хореографічного мистецтва та у зв'язку з шістдесятиріччям з дня народження; орден Леніна № 400 756, золота медаль «Серп і Молот» № 20 211).
- Орден Вітчизняної війни II ступеня (11 березня 1985).
- Орден Дружби (20 липня 1994; за видатні досягнення в мистецтві танцю і плідну громадську діяльність)[7].
- Національна російська музична премія в галузі видовищ та популярної музики «Овація» у номінації «Жива легенда» (1998)[5].
- Орден «За заслуги перед Вітчизною» III ступеня (15 липня 1999; за видатний внесок у розвиток мистецтва танцю)[8].

## Вшанування
- На честь артиста названий астероїд 4195 (Esambaev), відкритий 19 вересня 1982 Людмилою Черних.
- Ім'я Есамбаєва назавжди занесене на плиту у галереї «Зірки естради Російської Федерації» у Москві перед Державною концертною залою «Росія»[3].
- 19 жовтня 2007 року у пансіонаті «Лісове містечко» у Підмосков'ї, де останні роки життя відпочивав і лікувався артист, йому встановлено пам'ятник[4].
- 17 липня 2008 року відбулося урочисте відкриття пам'ятника танцюристу в Грозному, приурочене до 84-ї річниці від його дня народження. Пам'ятник встановлено біля будівлі Республіканського центру культури і мистецтв. Скульптура виготовлена жителем села Бено-Юрт Асланом Тімерхановим і піднесена міністерству культури Чеченської Республіки в подарунок.
- 11 серпня 2009 року проспект Революції в Грозному перейменовано на проспект імені Махмуда Алісултановича Есамбаєва.
- У 2011 році видавництвом «Молода гвардія» у серії «Життя чудових людей» видана книга Алауді Мусаєва «Махмуд Есамбаєв».
- Ічнує Всесвітній благодійний фонд Махмуда Есамбаєва[4].